# Herman Ettedgui
Herman Ettedgui (Puerto Cabello, Carabobo, Venezuela, 31 de julio de 1917 - Caracas, Distrito Capital, Venezuela, 17 de junio de 2012), conocido por su apodo Chiquitín, fue un futbolista, béisbolista, atleta de pista, voleibolista, jugador de pelota vasca, periodista, golfista, narrador deportivo, y estadístico, anotador y recopilador de béisbol venezolano. Destacó en Venezuela por dedicarse a la práctica, fomento, promoción y organización de la actividad deportiva en pro del desarrollo físico y mental de la juventud, además de estar ligado a los medios de comunicación social desde muy joven.

## Biografía
Hijo de Carmen Aminta Landaeta y Alberto Ettedgui, nace en Puerto Cabello, estado Carabobo, el 31 de julio de 1917. Sus padres decidieron bautizarlo como Herman en honor a su abuelo paterno, el cual era un hombre de negocios de origen vasco. A la edad de cinco años se traslada a la ciudad de Caracas junto a su familia donde se radicó hasta la fecha de su muerte. 
Contrajo nupcias a los 20 años de edad, en julio de 1937 con Hilda Margarita Hidalgo, quien fue su compañera durante 75 años. De esa unión nacieron Herman, Morella, Norman, Alberto y Myriam, quienes les dieron 16 nietos y más de dos decenas de bisnietos. 
En Caracas, Ettedgui se hizo famoso como jugador de fútbol, béisbolista, atleta de pista, voleibol y otros. 
Alrededor de los 14 años de edad jugó pelota vasca en el frontón Jai Alai que estaba situado en Los Caobos. En forma simultánea practicó varios deportes.
En 1938 asistió a los IV Juegos Centroamericanos y del Caribe realizados en la ciudad de Panamá, con la delegación venezolana como integrante del equipo de atletismo y ocupó el tercer lugar en la prueba de 100 m planos con marca de 10,5 s, tiempo que se mantuvo como marca nacional por 18 años. 
En el fútbol, su deporte inicial, destacó como delantero en las décadas de 1940 y 1950, por lo cual los aficionados lo empezaron a llamar Chiquitín, debido a que su estatura no era tan elevada como el resto de los jugadores, situación que no lo incomodó, al contrario aprovechó su tamaño para desplazarse a gusto por la cancha. 
Militó en el equipo Unión Sport Club, en las categorías desde infantil hasta la primera categoría y en todas las divisiones. Con sus goles destacó en la consecución del título de la Primera División Venezolana de 1940. En la última jornada, La chamaquera del Unión Sport Club necesitaba la victoria para llevarse el trofeo de campeón: Dos Caminos Sport Club (23 puntos) y Unión Sport Club (22). En ese último día del campeonato, Unión derrotó al Deportivo Español (9-0) y así alcanzó su quinta corona. La cobertura de la prensa caraqueña fue muy completa a través del diario El Universal con Herman Chiquitín Ettedgui, quien firmaba sus notas como Baby Chiqui. Ettedgui, además, era jugador del Unión Sport Club. De hecho, fue el máximo goleador del certamen con 12 anotaciones y pieza clave en la obtención del campeonato para La chamaquera. En 1945 abandonaría el club para jugar con el Vargas Fútbol Club.
Como beisbolista también fue una destacada figura y militó en muchos equipos, entre los que destacan el Cincinnati y Los Sapos, desde juvenil hasta la categoría AA, división conocida como amateur en las primeras décadas del siglo pasado.
Como dirigente de esta disciplina participó activamente en la escogencia de los integrantes de la selección nacional de mayores que en 1941 conquistó el título en la Copa Mundial de Béisbol celebrada en La Habana. 
En voleibol formó parte del equipo que ganó la medalla de oro en los I Juegos Bolivarianos, realizados en Colombia en 1948.
De igual manera, se instaló en el periodismo deportivo, en el cual inició formando parte del diario La Opinión Nacional, para luego integrarse a la sección deportiva del Diario El Universal, la cual encabezaría tiempo después. 
En televisión condujo el programa Espectaculares Deportistas CVTV, el cual más tarde cambiaría su nombre a Variedades Deportivas y fue transmitido por Venezolana de Televisión y la Televisora Nacional.
En su amplia carrera como periodista, Chiquitín fue miembro fundador de la Asociación Venezolana de Periodistas (AVP) y del Círculo de Periodistas Deportivos, del cual fue presidente. En el plano audiovisual, formó parte de Venezolana de Televisión desde su creación, donde acuñó su sentido saludo "¡Buenas tardes, amigos! ¡Y gracias por no fumar!"; y en Radio Deporte, en Caracas. 
Además de periodista, fue un entusiasta y pionero del hipismo, siendo comisionado del Hipódromo La Rinconada y fundador del Círculo de Periodistas Hípicos. 
Por su gran trayecto profesional, Ettedgui fue elevado en 1989 al Salón de la Fama del Deporte Nacional; en 1998 se le colocó su nombre al polideportivo situado en Santa Paula, El Cafetal y al parque ubicado en La Lagunita, municipio El Hatillo. En 2005 entra al Salón de la Fama del béisbol venezolano, y en 2009 fue distinguido como Ciudadano Deportivo del Año por el Círculo de Periodistas Deportivos.
Fallece en Caracas, Distrito Capital, Venezuela, el 17 de junio de 2012 a la edad de 94 años. El convenio, publicado en la Gaceta N.º 39.948, del 21 de junio de 2012, acuerda rendir homenaje a Chiquitín, quien logró como atleta, reportero y escritor ser parte de la eterna generación bicentenaria, al realzar "imborrablemente" la historia de Venezuela como "El hombre de las dos décadas".

## Distinciones individuales
| Distinción                                                                        | Año  |
| --------------------------------------------------------------------------------- | ---- |
| Máximo goleador del Campeonato de Primera División 1940 (Venezuela) con 12 goles. | 1940 |
| Miembro del Salón de la Fama del Deporte venezolano.                              |      |